# Гребля Дербент
Гребля Дербент (тур. Derbent Barajı) - кам'яно-накидна гребля з глиняним ядром та ГЕС на річці Кизил-Ірмак на південь від Бафри, провінція Самсун, Туреччина.
Побудована у 1984-1990 роках. Провідною метою будівництва цієї греблі було виробництво електроенергії, іригація (зрошення площі 47.750 га) та промислове рибальство. Є найнижчою сходинкою каскаду ГЕС на річці Кизил-Ірмак і знаходиться приблизно в 35 км від впадіння Кизил-Ірмак в Чорне море.
Гребля має заввишки 29 м, завдовжки 517 м та об'єм 2,5 млн м³. Водосховище має 16 км завдовжки, площу - 16,5 км², об'єм - 213 млн м³.
ГЕС має встановлену потужність 58 МВт (2 × 26 МВт та 1 × 6,3 МВт). Середнє річне вироблення енергії становить 257 млн кВт·год

## Ресурси Інтернету
- Devlet Su İşleri Genel Müdürlüğü Derbent Barajı Sayfası